# Perry (Ohio)
Pour les articles homonymes, voir Perry.
Perry est un village américain situé dans le comté de Lake, dans l'Ohio. Selon le recensement de 2010, sa population est de 1 663 habitants.